# Washoe Lake State Park

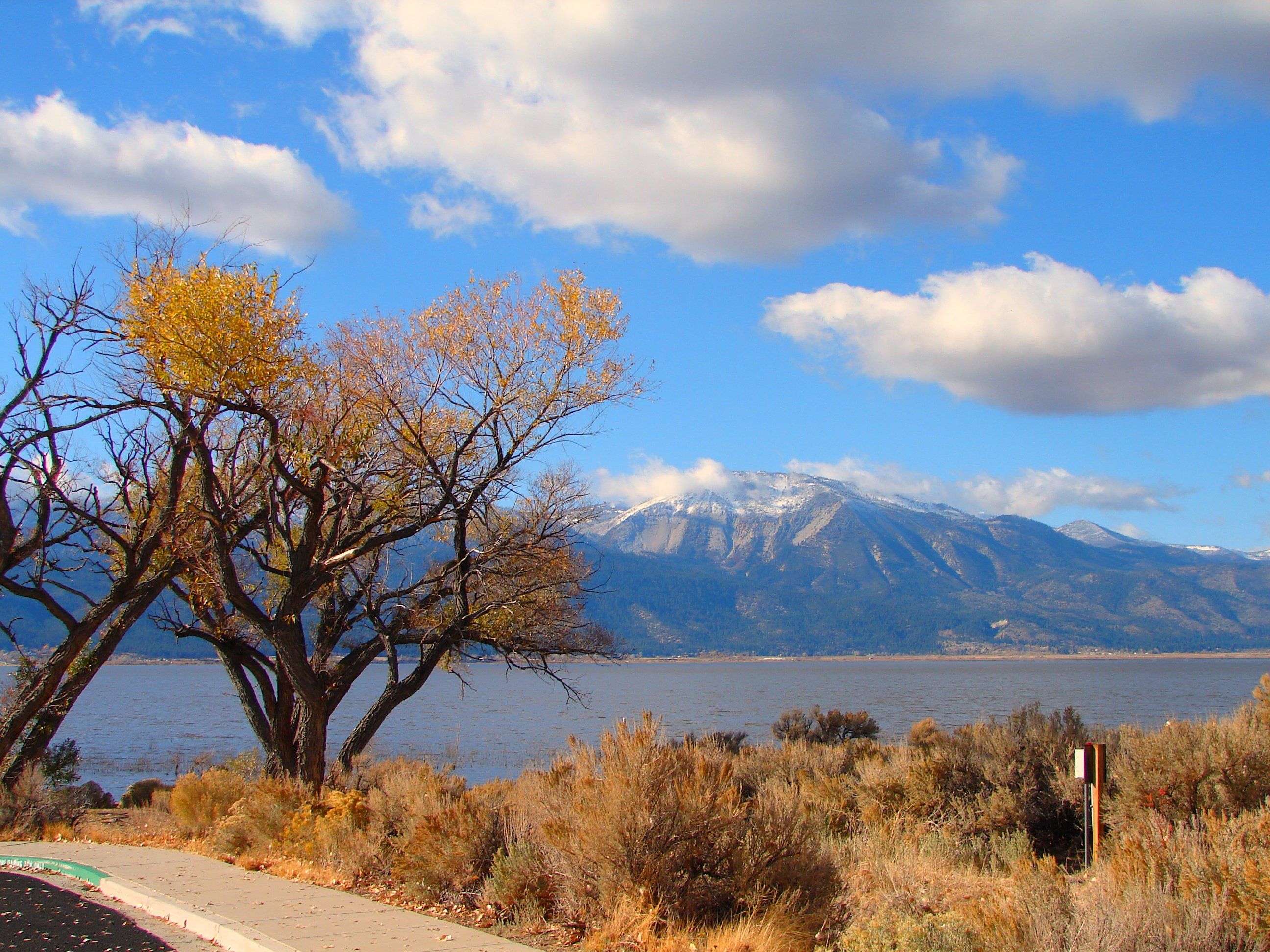
Vista do Washoe Lake State Park

Washoe Lake State Park é um parque natural situado no condado de Washoe, estado do Nevada, nos Estados Unidos. Fica situado a nordeste do Lago Tahoe e a norte de Carson City.

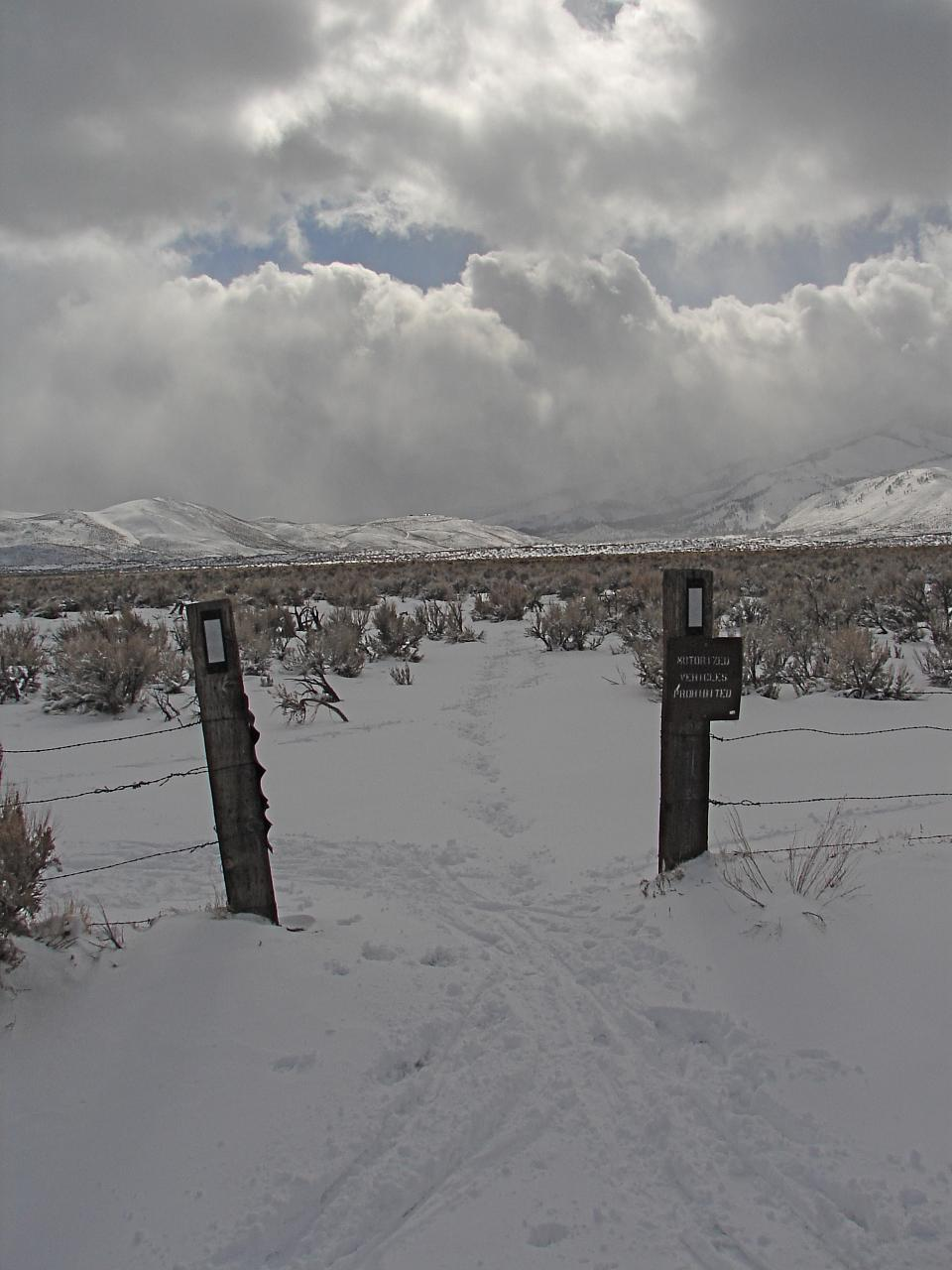
Parque de Washoe Lake State no inverno

Foi fundado em 1977 e uma superfície de 3259 ha.

## Atividades
Neste parque realizam-se atividades de windsurfe, kitsurf ,voleibol de praia e pesca. Em relação aos animais que podem ser avistados no parque são veados-mulas, gaviões, coiotes e águias. O parque está aberto à caça durante os períodos de caça. Existem centenas de espécies migratórias e residentes no Washoe Lake State Park. Pelicanos, e garças-azuis-grandes podem ser encontradas nas águas do lago.